# Liste in der DDR gezeigter britischer Filme
Die Liste in der DDR gezeigter britischer Filme enthält Kino- und Fernsehfilme aus dem Vereinigten Königreich, welche in den Kinos der Deutschen Demokratischen Republik bzw. im Fernsehen der DDR aufgeführt wurden. Diese Liste ist nach den Angaben der filmo-bibliografischen Jahresberichte als eine Totalerfassung der regulär ausgestrahlten Spielfilme britischer Herkunft in Kino und Fernsehen der DDR ausgelegt. Sie ist nach dieser Quelle komplett.
Die Liste orientiert sich an der Ausstrahlungspraxis der DDR. Pilotfilme, die unabhängig von Serien gezeigt wurden, oder einzelne Episoden in Spielfilmlänge, welche als eigenständige Filme gezeigt wurden, werden hier auch gelistet.
Diese Liste ist eine Auslagerung aus der Liste in der DDR gezeigter westlicher Filme.

## Liste
| Jahr | Deutscher Titel                                                   | DDR-Titel                                   | Original-Titel                                                                                           | Produktionsland                                                                    | Regisseur                                              | DDR-Premiere | Anmerkungen                                                   |
| ---- | ----------------------------------------------------------------- | ------------------------------------------- | --- | ---------------------------------------------------------------------------------- | ------------------------------------------------------ | ------------ | ------------------------------------------------------------- |
| 1929 | Atlantik                                                          | Atlantic                                    | Atlantik                                                                                                 | Vereinigtes Königreich                                                             | E. A. Dupont                                           | 28.04.1987   |                                                               |
| 1933 | Das Privatleben Heinrichs VIII.                                   |                                             | The Private Life of Henry VIII.                                                                          | Vereinigtes Königreich                                                             | Alexander Korda                                        | 30.07.1969   |                                                               |
| 1935 | Die 39 Stufen                                                     |                                             | The 39 Steps                                                                                             | Vereinigtes Königreich                                                             | Alfred Hitchcock                                       | 11.07.1981   |                                                               |
| 1935 | Ein Gespenst geht nach Amerika                                    | Ein Gespenst geht auf Reisen                | The Ghost Goes West                                                                                      | Vereinigtes Königreich                                                             | René Clair                                             | 15.09.1969   |                                                               |
| 1935 | Eine Leiche in Nizza                                              |                                             | Seven Sinners                                                                                            | Vereinigtes Königreich                                                             | Albert de Courville                                    | 31.08.1985   |                                                               |
| 1936 | Räubersymphonie                                                   |                                             | The Robber Symphony                                                                                      | Vereinigtes Königreich                                                             | Friedrich Feher                                        | 23.12.1983   |                                                               |
| 1936 | Rembrandt                                                         |                                             | Rembrandt                                                                                                | Vereinigtes Königreich                                                             | Alexander Korda                                        | 19.03.1965   |                                                               |
| 1937 | Feuer über England                                                |                                             | Fire Over England                                                                                        | Vereinigtes Königreich                                                             | William K. Howard                                      | 27.05.1981   |                                                               |
| 1937 | Jung und unschuldig                                               |                                             | Young and Innocent                                                                                       | Vereinigtes Königreich                                                             | Alfred Hitchcock                                       | 11.08.1984   |                                                               |
| 1937 | Träumende Augen                                                   |                                             | Dreaming Lips                                                                                            | Vereinigtes Königreich                                                             | Paul Czinner                                           | 25.05.1951   |                                                               |
| 1938 | Cracker Jack                                                      |                                             | Crackerjack                                                                                              | Vereinigtes Königreich                                                             | Albert de Courville                                    | 01.04.1987   |                                                               |
| 1938 | Eine Dame verschwindet                                            |                                             | The Lady Vanishes                                                                                        | Vereinigtes Königreich                                                             | Alfred Hitchcock                                       | 31.01.1981   |                                                               |
| 1939 | Bravo, George!                                                    | Immer Ärger mit George                      | Come on George!                                                                                          | Vereinigtes Königreich                                                             | Anthony Kimmins                                        | 31.12.1967   |                                                               |
| 1940 | Der Dieb von Bagdad                                               |                                             | The Thief of Bagdad                                                                                      | Vereinigtes Königreich                                                             | Ludwig Berger, Michael Powell, Tim Whelan              | 03.08.1959   |                                                               |
| 1941 | Lord Nelsons letzte Liebe                                         |                                             | That Hamilton Woman                                                                                      | Vereinigtes Königreich                                                             | Alexander Korda                                        | 03.06.1981   |                                                               |
| 1944 | Gaslicht und Schatten                                             | Fanny                                       | Fanny by Gaslight                                                                                        | Vereinigtes Königreich                                                             | Anthony Asquith                                        | 10.02.1961   |                                                               |
| 1945 | Der letzte Schleier                                               | Der 7. Schleier                             | The Seventh Veil                                                                                         | Vereinigtes Königreich                                                             | Compton Bennett                                        | 29.04.1986   |                                                               |
| 1945 | Die Frau ohne Herz                                                | Frau ohne Herz                              | The Wicked Lady                                                                                          | Vereinigtes Königreich                                                             | Leslie Arliss                                          | 17.07.1985   |                                                               |
| 1946 | Geheimnisvolle Erbschaft                                          | Die großen Erwartungen                      | Great Expectations                                                                                       | Vereinigtes Königreich                                                             | David Lean                                             | 28.10.1960   |                                                               |
| 1946 | Ungeduld des Herzens                                              |                                             | Beware of Pity                                                                                           | Vereinigtes Königreich                                                             | Maurice Elvey                                          | 25.12.1985   |                                                               |
| 1947 | Ausgestoßen                                                       | Ausgestoßen – Odd Man Out                   | Odd Man Out                                                                                              | Vereinigtes Königreich                                                             | Carol Reed                                             | 12.08.1978   |                                                               |
| 1947 | Captain Boycott                                                   |                                             | Captain Boycott                                                                                          | Vereinigtes Königreich                                                             | Frank Launder                                          | 01.01.1953   |                                                               |
| 1947 | Circus Boy                                                        |                                             | Circus Boy                                                                                               | Vereinigtes Königreich                                                             | Cecil Musk                                             | 25.12.1956   |                                                               |
| 1947 | Ein idealer Gatte                                                 |                                             | An Ideal Husband                                                                                         | Vereinigtes Königreich                                                             | Alexander Korda                                        | 07.12.1968   |                                                               |
| 1947 | Leben und Abenteuer des Nicholas Nickleby                         |                                             | The Life and Adventures of Nicholas Nickleby                                                             | Vereinigtes Königreich                                                             | Alberto Cavalcanti                                     | 21.01.1968   |                                                               |
| 1947 | Das letzte Duell                                                  |                                             | Meet Me at Dawn                                                                                          | Vereinigtes Königreich                                                             | Thornton Freeland                                      | 06.12.1971   |                                                               |
| 1947 | Das rettende Lied                                                 |                                             | Take my Life                                                                                             | Vereinigtes Königreich                                                             | Ronald Neame                                           | 15.08.1985   |                                                               |
| 1947 | Zwielicht                                                         | War ich der Mörder?                         | The October Man                                                                                          | Vereinigtes Königreich                                                             | Roy Ward Baker                                         | 02.09.1960   |                                                               |
| 1948 | Die falschen Detektive                                            |                                             | Under the Frozen Falls                                                                                   | Vereinigtes Königreich                                                             | Darrel Catling                                         | 07.06.1957   |                                                               |
| 1948 | Der Fall Winslow                                                  |                                             | The Winslow Boy                                                                                          | Vereinigtes Königreich                                                             | Anthony Asquith                                        | 06.09.1971   |                                                               |
| 1948 | Hamlet                                                            |                                             | Hamlet                                                                                                   | Vereinigtes Königreich                                                             | Laurence Olivier                                       | 03.07.1959   |                                                               |
| 1948 | Oliver Twist                                                      |                                             | Oliver Twist                                                                                             | Vereinigtes Königreich                                                             | David Lean                                             | 14.10.1974   |                                                               |
| 1948 | Die roten Schuhe                                                  |                                             | The Red Shoes                                                                                            | Vereinigtes Königreich                                                             | Michael Powell, Emeric Pressburger                     | 27.12.1984   |                                                               |
| 1948 | Scotts letzte Fahrt                                               |                                             | Scott of the Antarctic                                                                                   | Vereinigtes Königreich                                                             | Charles Frend                                          | 26.12.1967   |                                                               |
| 1948 | Tanz in den Frühling                                              | Fräulein Privatsekretär                     | Spring in Park Lane                                                                                      | Vereinigtes Königreich                                                             | Herbert Wilcox                                         | 01.09.1950   |                                                               |
| 1949 | Adel verpflichtet                                                 |                                             | Kind Hearts and Coronets                                                                                 | Vereinigtes Königreich                                                             | Robert Hamer                                           | 11.12.1971   |                                                               |
| 1949 | Columbus                                                          |                                             | Christopher Columbus                                                                                     | Vereinigtes Königreich                                                             | David MacDonald                                        | 03.02.1985   |                                                               |
| 1949 | Das Ende einer Reise                                              |                                             | The Interrupted Journey                                                                                  | Vereinigtes Königreich                                                             | Daniel Birt                                            | 09.03.1969   |                                                               |
| 1949 | Haus der Sehnsucht                                                |                                             | Give Us This Day                                                                                         | Vereinigtes Königreich                                                             | Edward Dmytryk                                         | 19.12.1952   |                                                               |
| 1949 | Sklavin des Herzens                                               |                                             | Under Capricorn                                                                                          | Vereinigtes Königreich                                                             | Alfred Hitchcock                                       | 24.10.1987   |                                                               |
| 1949 | Von sündigen Poeten                                               |                                             | The Bad Lord Byron                                                                                       | Vereinigtes Königreich                                                             | David MacDonald                                        | 20.09.1985   |                                                               |
| 1950 | Das doppelte College                                              |                                             | The Happiest Days of Your Life                                                                           | Vereinigtes Königreich                                                             | Frank Launder                                          | 02.04.1971   |                                                               |
| 1950 | Der geheimnisvolle Wilddieb                                       |                                             | The Mysterious Poacher                                                                                   | Vereinigtes Königreich                                                             | Don Chaffey                                            | 19.07.1957   |                                                               |
| 1950 | Der goldene Salamander                                            |                                             | Golden Salamander                                                                                        | Vereinigtes Königreich                                                             | Ronald Neame                                           | 13.06.1985   |                                                               |
| 1950 | Ihren Mord soll sie haben                                         |                                             | She Shall Have Murder                                                                                    | Vereinigtes Königreich                                                             | Daniel Birt                                            | 02.06.1969   |                                                               |
| 1950 | Paris um Mitternacht                                              |                                             | So Long at the Fair                                                                                      | Vereinigtes Königreich                                                             | Terence Fisher                                         | 14.10.1955   |                                                               |
| 1950 | Die rote Lola                                                     |                                             | Stage Fright                                                                                             | Vereinigte Staaten Vereinigtes Königreich                                          | Alfred Hitchcock                                       | 18.12.1981   |                                                               |
| 1951 | Das Glück kam über Nacht                                          | Einmal Millionär sein                       | The Lavender Hill Mob                                                                                    | Vereinigtes Königreich                                                             | Charles Crichton                                       | 03.10.1981   |                                                               |
| 1951 | Nacht ohne Sterne                                                 |                                             | Night Without Stars                                                                                      | Vereinigtes Königreich                                                             | Anthony Pelissier                                      | 07.07.1979   |                                                               |
| 1951 | Mit Küchenbenutzung                                               |                                             | Young Wives’ Tale                                                                                        | Vereinigtes Königreich                                                             | Henry Cass                                             | 03.08.1968   |                                                               |
| 1951 | Die selige Edwina Black                                           |                                             | The Late Edwina Black                                                                                    | Vereinigtes Königreich                                                             | Charles Crichton                                       | 02.02.1969   |                                                               |
| 1951 | Serum 703                                                         | Weiße Korridore                             | White Corridors                                                                                          | Vereinigtes Königreich                                                             | Pat Jackson                                            | 12.06.1953   |                                                               |
| 1951 | Verbrechen ohne Schuld                                            | Erpressung                                  | Blackmailed                                                                                              | Vereinigtes Königreich                                                             | Marc Allégret                                          | 18.11.1960   |                                                               |
| 1951 | Wer zuletzt lacht                                                 | Gelächter im Paradies                       | Laughter in Paradise                                                                                     | Vereinigtes Königreich                                                             | Mario Zampi                                            | 30.03.1962   |                                                               |
| 1952 | Ernst sein ist alles                                              |                                             | The Importance of Being Earnest                                                                          | Vereinigtes Königreich                                                             | Anthony Asquith                                        | 11.09.1959   |                                                               |
| 1952 | Ivanhoe – Der schwarze Ritter                                     |                                             | Ivanhoe                                                                                                  | Vereinigtes Königreich Vereinigte Staaten                                          | Richard Thorpe                                         | 08.01.1986   |                                                               |
| 1952 | Mandy                                                             |                                             | Mandy | Vereinigtes Königreich                                                             | Alexander Mackendrick                                  | 14.10.1955   |                                                               |
| 1952 | Der Mann, der sich selbst nicht kannte                            | Paris Express                               | The Man Who Watched Trains Go By                                                                         | Vereinigtes Königreich                                                             | Harold French                                          | 14.08.1986   |                                                               |
| 1952 | Ein Montag wie jeder andere                                       |                                             | Home at Seven                                                                                            | Vereinigtes Königreich                                                             | Ralph Richardson                                       | 16.01.1971   |                                                               |
| 1952 | Moulin Rouge                                                      |                                             | Moulin Rouge                                                                                             | Vereinigtes Königreich Frankreich                                                  | John Huston                                            | 23.07.1954   |                                                               |
| 1952 | Mr. Pickwick                                                      | Die Geschichten des Mr. Pickwick            | The Pickwick Papers                                                                                      | Vereinigtes Königreich                                                             | Noel Langley                                           | 26.11.1954   |                                                               |
| 1952 | Die Premiere findet doch statt                                    |                                             | Curtain Up                                                                                               | Vereinigtes Königreich                                                             | Ralph Smart                                            | 23.03.1986   |                                                               |
| 1952 | Trents letzter Fall                                               |                                             | Trent’s Last Case                                                                                        | Vereinigtes Königreich                                                             | Herbert Wilcox                                         | 12.10.1969   |                                                               |
| 1953 | Die feurige Isabella                                              |                                             | Genevieve                                                                                                | Vereinigtes Königreich                                                             | Henry Cornelius                                        | 17.06.1955   |                                                               |
| 1953 | Der gelbe Ballon                                                  |                                             | The Yellow Balloon                                                                                       | Vereinigtes Königreich                                                             | J. Lee Thompson                                        | 18.04.1970   |                                                               |
| 1953 | Haus der Erpressung                                               |                                             | House of Blackmail                                                                                       | Vereinigtes Königreich                                                             | Maurice Elvey                                          | 22.08.1958   |                                                               |
| 1953 | Ich und der Herr Direktor                                         | Wie gewonnen…                               | Trouble in Store                                                                                         | Vereinigtes Königreich                                                             | John Paddy Carstairs                                   | 07.07.1985   |                                                               |
| 1953 | Gefahr für Barbara                                                | Unruhe um Barbara                           | Personal Affair                                                                                          | Vereinigtes Königreich                                                             | Anthony Pelissier                                      | 14.10.1960   |                                                               |
| 1953 | Die Ritter der Tafelrunde                                         |                                             | Knights of the Round Table                                                                               | Vereinigte Staaten Vereinigtes Königreich                                          | Richard Thorpe                                         | 21.02.1986   |                                                               |
| 1954 | Aber, Herr Doktor…                                                | Aber, Herr Doktor!                          | Doctor in the House                                                                                      | Vereinigtes Königreich                                                             | Ralph Thomas                                           | 04.07.1977   |                                                               |
| 1954 | Beau Brummell                                                     | Beau Brummell – Rebell und Verführer        | Beau Brummell                                                                                            | Vereinigte Staaten Vereinigtes Königreich                                          | Curtis Bernhardt                                       | 29.01.1986   |                                                               |
| 1954 | Die Delavine-Affäre                                               | Die Affäre Delavine                         | The Delavine Affair                                                                                      | Vereinigtes Königreich                                                             | Douglas Peirce                                         | 08.12.1961   |                                                               |
| 1954 | Blondinen sind gefährlich                                         |                                             | The Scarlet Web                                                                                          | Vereinigtes Königreich                                                             | Charles Saunders                                       | 02.01.1971   |                                                               |
| 1954 | Die Burg der Verräter                                             | Der Stern von Indien                        | Star of India                                                                                            | Vereinigtes Königreich                                                             | Arthur Lubin                                           | 29.11.1986   |                                                               |
| 1954 | Glück auf Raten                                                   |                                             | For Better, For Worse                                                                                    | Vereinigtes Königreich                                                             | J. Lee Thompson                                        | 31.01.1968   |                                                               |
| 1954 | In die Falle gegangen                                             |                                             | Impulse                                                                                                  | Vereinigtes Königreich                                                             | Guy Hamilton                                           | 20.10.1969   |                                                               |
| 1954 | Ein Inspektor kommt                                               |                                             | An Inspector Calls                                                                                       | Vereinigtes Königreich                                                             | Cy Endfield                                            | 13.05.1966   |                                                               |
| 1954 | Herr im Haus bin ich                                              |                                             | Hobson’s Choice                                                                                          | Vereinigtes Königreich                                                             | David Lean                                             | 17.06.1978   |                                                               |
| 1954 | Johnny als Detektiv                                               |                                             | Johnny on the Run                                                                                        | Vereinigtes Königreich                                                             | Lewis Gilbert                                          | 22.11.195    |                                                               |
| 1954 | Der Mann im Rücksitz                                              | Doppelt Belichtet                           | Double Exposure                                                                                          | Vereinigtes Königreich                                                             | John Gilling                                           | 03.09.1977   |                                                               |
| 1954 | Das Millionenbaby                                                 |                                             | To Dorothy, a Son                                                                                        | Vereinigtes Königreich                                                             | Muriel Box                                             | 23.03.1968   |                                                               |
| 1954 | Nachts am Teufelspunkt                                            |                                             | Devil’s Point                                                                                            | Vereinigtes Königreich                                                             | Montgomery Tully                                       | 09.02.1962   |                                                               |
| 1954 | Romeo und Julia                                                   |                                             | Romeo and Juliet                                                                                         | Vereinigtes Königreich Italien                                                     | Renato Castellani                                      | 16.10.1959   |                                                               |
| 1954 | Das Schloßgespenst                                                | Ein neuer Geist auf Schloss Rathbarney      | Happy Ever After                                                                                         | Vereinigtes Königreich                                                             | Mario Zampi                                            | 18.05.1990   |                                                               |
| 1954 | Sein größter Bluff                                                |                                             | The Million Pound Note                                                                                   | Vereinigtes Königreich Vereinigte Staaten                                          | Ronald Neame                                           | 10.05.1957   |                                                               |
| 1954 | Tödliche Geschäfte                                                |                                             | Time Is My Enemy                                                                                         | Vereinigtes Königreich                                                             | Don Chaffey                                            | 21.07.1969   |                                                               |
| 1954 | Heiße Fracht nach London                                          | Verbotene Fracht                            | Forbidden Cargo                                                                                          | Vereinigtes Königreich                                                             | Harold French                                          | 19.04.1957   |                                                               |
| 1954 | Verbrannte Beweise                                                |                                             | Burnt Evidence                                                                                           | Vereinigtes Königreich                                                             | Daniel Birt                                            | 13.07.1962   |                                                               |
| 1955 | Ein Alligator namens Daisy                                        |                                             | An Alligator Named Daisy                                                                                 | Vereinigtes Königreich                                                             | J. Lee Thompson                                        | 17.02.1990   |                                                               |
| 1955 | Auf der schwarzen Liste                                           |                                             | Tiger by the Tail                                                                                        | Vereinigtes Königreich                                                             | John Gilling                                           | 14.04.1969   |                                                               |
| 1955 | Doktor Ahoi!                                                      |                                             | Doctor at Sea                                                                                            | Vereinigtes Königreich                                                             | Ralph Thomas                                           | 25.11.1978   |                                                               |
| 1955 | Eine Frau kommt an Bord                                           |                                             | Passage Home                                                                                             | Vereinigtes Königreich                                                             | Roy Ward Baker                                         | 17.02.1985   |                                                               |
| 1955 | Harcourts letzter Fall                                            |                                             | One Way Out                                                                                              | Vereinigtes Königreich                                                             | Francis Searle                                         | 23.12.1984   |                                                               |
| 1955 | Hahn im Korb                                                      |                                             | As Long as They’re Happy                                                                                 | Vereinigtes Königreich                                                             | J. Lee Thompson                                        | 03.03.1969   |                                                               |
| 1955 | Ich und der Herr Minister                                         | Es ist nicht alles Gold…                    | Man of the Moment                                                                                        | Vereinigtes Königreich                                                             | John Paddy Carstairs                                   | 17.08.1985   |                                                               |
| 1955 | Ladykillers                                                       |                                             | The Ladykillers                                                                                          | Vereinigtes Königreich                                                             | Alexander Mackendrick                                  | 14.09.1962   |                                                               |
| 1955 | Richard III.                                                      |                                             | Richard III                                                                                              | Vereinigtes Königreich                                                             | Laurence Olivier                                       | 28.08.1959   |                                                               |
| 1955 | So etwas lieben die Frauen                                        |                                             | The Constand Husband                                                                                     | Vereinigtes Königreich                                                             | Sidney Gilliat                                         | 06.02.1971   |                                                               |
| 1955 | Die Spur führt nach Ambledown                                     |                                             | Stolen Assignment                                                                                        | Vereinigtes Königreich                                                             | Terence Fisher                                         | 21.08.1971   |                                                               |
| 1955 | Traum meines Lebens                                               |                                             | Summertime                                                                                               | Vereinigtes Königreich Vereinigte Staaten                                          | David Lean                                             | 13.06.1987   |                                                               |
| 1955 | Verliebt in Paris                                                 |                                             | To Paris with Love                                                                                       | Vereinigtes Königreich                                                             | Robert Hamer                                           | 11.12.1982   |                                                               |
| 1955 | Verliebt, verrückt und nicht verheiratet                          | Was man aus Liebe tut…                      | One Good Turn                                                                                            | Vereinigtes Königreich                                                             | John Paddy Carstairs                                   | 28.07.1985   |                                                               |
| 1956 | Drei Mann in einem Boot                                           |                                             | Three Man in a Boat                                                                                      | Vereinigtes Königreich                                                             | Ken Annakin                                            | 14.01.1989   |                                                               |
| 1956 | Der grüne Mann                                                    |                                             | The Green Man                                                                                            | Vereinigtes Königreich                                                             | Robert Day, Basil Dearden                              | 20.07.1968   |                                                               |
| 1956 | In den Krallen der Gangster                                       |                                             | House of Secrets                                                                                         | Vereinigtes Königreich                                                             | Guy Green                                              | 07.02.1976   |                                                               |
| 1956 | Der lange Arm                                                     |                                             | The Long Arm                                                                                             | Vereinigtes Königreich                                                             | Charles Frend                                          | 15.02.1957   |                                                               |
| 1956 | Der spanische Gärtner                                             |                                             | The Spanish Gardener                                                                                     | Vereinigtes Königreich                                                             | Philip Leacock                                         | 20.05.1974   |                                                               |
| 1956 | Straße des Todes                                                  | In letzter Sekunde                          | Checkpoint                                                                                               | Vereinigtes Königreich                                                             | Ralph Thomas                                           | 07.07.1984   |                                                               |
| 1956 | Täter unbekannt                                                   |                                             | Lost | Vereinigtes Königreich                                                             | Guy Green                                              | 30.05.1985   |                                                               |
| 1956 | Was lange währt...                                                |                                             | Up in the World                                                                                          | Vereinigtes Königreich                                                             | John Paddy Carstairs                                   | 10.08.1985   |                                                               |
| 1957 | Am Rande der Unterwelt                                            | Das Versteck                                | The Secret Place                                                                                         | Vereinigtes Königreich                                                             | Clive Donner                                           | 09.08.1976   |                                                               |
| 1957 | Duell am Steuer                                                   |                                             | Hell Drivers                                                                                             | Vereinigtes Königreich                                                             | Cy Endfield                                            | 24.07.1976   |                                                               |
| 1957 | Leichte Finger                                                    |                                             | Light Fingers                                                                                            | Vereinigtes Königreich                                                             | Terry Bishop                                           | 11.03.1967   |                                                               |
| 1957 | Hilfe, der Doktor kommt!                                          | Hilfe, der Arzt kommt                       | Doctor at Large                                                                                          | Vereinigtes Königreich                                                             | Ralph Thomas                                           | 13.11.1959   |                                                               |
| 1957 | Ein König in New York                                             |                                             | A King in New York                                                                                       | Vereinigtes Königreich                                                             | Charlie Chaplin                                        | 23.05.1981   |                                                               |
| 1957 | Der Mann im Schatten                                              |                                             | Man in the Shadow                                                                                        | Vereinigtes Königreich                                                             | Montgomery Tully                                       | 07.08.1964   |                                                               |
| 1957 | Die nackte Wahrheit                                               |                                             | The Naked Truth                                                                                          | Vereinigtes Königreich                                                             | Mario Zampi                                            | 23.02.1968   |                                                               |
| 1957 | Onkel George und seine Mörder                                     |                                             | How to Murder a Rich Uncle                                                                               | Vereinigtes Königreich                                                             | Nigel Patrick                                          | 28.10.1967   |                                                               |
| 1957 | Der Prinz und die Tänzerin                                        |                                             | The Prince and the Showgirl                                                                              | Vereinigtes Königreich Vereinigte Staaten                                          | Laurence Olivier                                       | 19.12.1981   |                                                               |
| 1957 | Die Rechnung ist beglichen                                        |                                             | Account Rendered                                                                                         | Vereinigtes Königreich                                                             | Peter Graham Scott                                     | 22.09.1985   |                                                               |
| 1957 | Ein Spatz in der Hand                                             |                                             | Just my Luck                                                                                             | Vereinigtes Königreich                                                             | John Paddy Carstairs                                   | 04.01.1985   |                                                               |
| 1957 | Zwölf Sekunden bis zur Ewigkeit                                   | Im Tresor gefangen                          | Time Lock                                                                                                | Vereinigtes Königreich                                                             | Gerald Thomas                                          | 13.01.1961   |                                                               |
| 1958 | 41 Grad Liebe                                                     |                                             | Carry On Nurse                                                                                           | Vereinigtes Königreich                                                             | Gerald Thomas                                          | 26.01.1970   |                                                               |
| 1958 | Besuch um Mitternacht                                             |                                             | The Whole Truth                                                                                          | Vereinigtes Königreich                                                             | John Guillermin                                        | 22.12.1973   |                                                               |
| 1958 | Da hast du nochmal Schwein gehabt                                 | Das große Geld                              | The Big Money                                                                                            | Vereinigtes Königreich                                                             | John Paddy Carstairs                                   | 22.02.1986   |                                                               |
| 1958 | Flüsternde Schatten                                               |                                             | Chase a Crooked Shadow                                                                                   | Vereinigtes Königreich                                                             | Michael Anderson                                       | 21.01.1988   |                                                               |
| 1958 | Die letzte Nacht der Titanic                                      |                                             | A Night to Remember                                                                                      | Vereinigtes Königreich                                                             | Roy Ward Baker                                         | 24.11.1967   |                                                               |
| 1958 | Herzlich willkommen im Kittchen                                   |                                             | Law and Disorder                                                                                         | Vereinigtes Königreich                                                             | Charles Crichton                                       | 14.04.1968   |                                                               |
| 1958 | Hinter der Maske                                                  |                                             | Behin the Mask                                                                                           | Vereinigtes Königreich                                                             | Brian Desmond Hurst                                    | 03.03.1961   |                                                               |
| 1958 | Mit dem Kopf durch die Wand                                       |                                             | Bachelor of Hearts                                                                                       | Vereinigtes Königreich                                                             | Wolf Rilla                                             | 22.11.1989   |                                                               |
| 1958 | Postlagernd Westminster                                           |                                             | Chain of Events                                                                                          | Vereinigtes Königreich                                                             | Gerald Thomas                                          | 31.05.1971   |                                                               |
| 1958 | Die Pranke des Tigers                                             |                                             | Harry Black                                                                                              | Vereinigtes Königreich                                                             | Hugo Fregonese                                         | 19.05.1990   |                                                               |
| 1958 | Wütender See                                                      |                                             | Sea Fury                                                                                                 | Vereinigtes Königreich                                                             | Cy Endfield                                            | 11.10.1985   |                                                               |
| 1959 | Der 100. Geburtstag                                               |                                             | Broth of a Boy                                                                                           | Vereinigtes Königreich                                                             | George Pollock                                         | 30.08.1969   |                                                               |
| 1959 | Die den Tod nicht fürchten                                        |                                             | The Wreck of the Mary Deare                                                                              | Vereinigtes Königreich Vereinigte Staaten                                          | Michael Anderson                                       | 21.12.1985   |                                                               |
| 1959 | Fähre nach Hongkong                                               |                                             | Ferry to Hong Kong                                                                                       | Vereinigtes Königreich                                                             | Lewis Gilbert                                          | 20.10.1984   |                                                               |
| 1959 | Gefährliche Entdeckung                                            |                                             | The Desperate Man                                                                                        | Vereinigtes Königreich                                                             | Peter Maxwell                                          | 12.02.1968   |                                                               |
| 1959 | Geschäfte des Herrn Cupido                                        | Geschäfte mit Herrn Cupido                  | Operation Cupid                                                                                          | Vereinigtes Königreich                                                             | Charles Saunders                                       | 05.01.1962   |                                                               |
| 1959 | Der Hund von Baskerville                                          |                                             | The Hound of the Baskervilles                                                                            | Vereinigtes Königreich                                                             | Terence Fisher                                         | 10.07.1964   |                                                               |
| 1959 | Hinter diesen Mauern                                              | Jenseits des Rechts                         | Beyond this Place                                                                                        | Vereinigtes Königreich                                                             | Jack Cardiff                                           | 02.12.1960   |                                                               |
| 1959 | Der Luxus-Käpt’n                                                  | Ein Mann, wie unser Kapitän                 | The Captain’s Table                                                                                      | Vereinigtes Königreich                                                             | Jack Lee                                               | 09.10.1982   |                                                               |
| 1959 | Das Mädchen Saphir                                                |                                             | Sapphire                                                                                                 | Vereinigtes Königreich                                                             | Basil Dearden                                          | 27.09.1975   |                                                               |
| 1959 | Noch einmal mit Gefühl                                            |                                             | Once More, with Feeling!                                                                                 | Vereinigtes Königreich                                                             | Stanley Donen                                          | 22.07.1972   |                                                               |
| 1959 | Die schwarze Lorelei                                              |                                             | Whirlpool                                                                                                | Vereinigtes Königreich                                                             | Lewis Allen                                            | 18.08.1985   |                                                               |
| 1959 | Die tödliche Falle                                                | Alles spricht gegen Van Rooyen              | Blind Date                                                                                               | Vereinigtes Königreich                                                             | Joseph Losey                                           | 14.04.1961   |                                                               |
| 1959 | Tiger Bay                                                         | Ich kenne den Mörder                        | Tiger Bay                                                                                                | Vereinigtes Königreich                                                             | J. Lee Thomson                                         | 16.11.1985   |                                                               |
| 1959 | Tommy, der Torero                                                 |                                             | Tommy the Toreador                                                                                       | Vereinigtes Königreich                                                             | John Paddy Carstairs                                   | 18.12.1967   |                                                               |
| 1959 | … und Frauen werden weinen                                        |                                             | And Women Shall Weep                                                                                     | Vereinigtes Königreich                                                             | John Lemont                                            | 20.10.1961   |                                                               |
| 1959 | Der Weg nach oben                                                 |                                             | Room at the Top                                                                                          | Vereinigtes Königreich                                                             | Jack Layton                                            | 20.03.1963   |                                                               |
| 1959 | Zeuge im Dunkeln                                                  | Zeugin im Dunkel                            | Witness in the Dark                                                                                      | Vereinigtes Königreich                                                             | Wolf Rilla                                             | 17.11.1961   |                                                               |
| 1959 | Zu viele Gauner                                                   |                                             | Too Many Crooks                                                                                          | Vereinigtes Königreich                                                             | Mario Zampi                                            | 02.08.1969   |                                                               |
| 1960 | Der endlose Horizont                                              |                                             | The Sundowners                                                                                           | Vereinigtes Königreich Australien                                                  | Fred Zinnemann                                         | 30.07.1988   |                                                               |
| 1960 | Das französische Fräulein                                         |                                             | A French Mistress                                                                                        | Vereinigtes Königreich                                                             | Roy Boulting                                           | 26.02.1971   |                                                               |
| 1960 | Dreimal Liebe täglich                                             | 3x Liebe täglich                            | Doctor in Love                                                                                           | Vereinigtes Königreich                                                             | Ralph Thomas                                           | 26.12.1967   |                                                               |
| 1960 | Die grüne Minna                                                   |                                             | Two-Way Stretch                                                                                          | Vereinigtes Königreich                                                             | Robert Day                                             | 16.10.1971   |                                                               |
| 1960 | Die Herren Einbrecher geben sich die Ehre                         |                                             | The League of Gentlemen                                                                                  | Vereinigtes Königreich                                                             | Basil Dearden                                          | 31.01.1976   |                                                               |
| 1960 | Macbeth                                                           |                                             | Macbeth                                                                                                  | Vereinigtes Königreich                                                             | George Schaefer                                        | 01.11.1963   |                                                               |
| 1960 | Der Mann mit der grünen Nelke                                     |                                             | The Trials of Oscar Wilde                                                                                | Vereinigtes Königreich                                                             | Ken Hughes                                             | 06.07.1969   |                                                               |
| 1960 | Der Marder von London                                             | Gib niemals auf                             | Never Let Go                                                                                             | Vereinigtes Königreich                                                             | John Guillermin                                        | 03.07.1964   |                                                               |
| 1960 | Im Land der langen Schatten                                       | Weiße Schatten                              | Ombre bianche                                                                                            | Italien Frankreich Vereinigtes Königreich                                          | Nicholas Ray                                           | 10.11.1982   |                                                               |
| 1960 | Ein Nerz an der Angel                                             |                                             | Make Mine Mink                                                                                           | Vereinigtes Königreich                                                             | Robert Asher                                           | 11.11.1975   |                                                               |
| 1960 | Samstagnacht bis Sonntagmorgen                                    | Sonnabendnacht und Sonntagmorgen            | Saturday Night and Sunday Morning                                                                        | Vereinigtes Königreich                                                             | Karel Reisz                                            | 09.03.1962   |                                                               |
| 1960 | Das Schwert des Robin Hood                                        |                                             | Sword of Sherwood Forest                                                                                 | Vereinigtes Königreich                                                             | Terence Fisher                                         | 25.12.1974   |                                                               |
| 1960 | Vertraue keinem Fremden                                           | Nimm nichts Süßes von Fremden               | Never Take Sweets from a Stranger                                                                        | Vereinigtes Königreich                                                             | Cyrill Frankel                                         | 01.02.1963   |                                                               |
| 1960 | Vor Hausfreunden wird gewarnt                                     |                                             | The Grass is Greener                                                                                     | Vereinigtes Königreich                                                             | Stanley Donen                                          | 06.03.1988   |                                                               |
| 1961 | 16 Uhr 50 ab Paddington                                           |                                             | Murder She Said                                                                                          | Vereinigtes Königreich                                                             | George Pollock                                         | 04.01.1985   |                                                               |
| 1961 | Alles dreht sich um den Hund                                      |                                             | In the Doghouse                                                                                          | Vereinigtes Königreich                                                             | Darcy Conyers                                          | 23.05.1969   |                                                               |
| 1961 | Bitterer Honig                                                    |                                             | A Taste of Honey                                                                                         | Vereinigtes Königreich                                                             | Tony Richardson                                        | 17.05.1963   |                                                               |
| 1961 | Die Creme, von der man spricht                                    |                                             | Dentist on the Job                                                                                       | Vereinigtes Königreich                                                             | C.M. Pennington-Richards                               | 10.09.1971   |                                                               |
| 1961 | Das Dritte Alibi                                                  |                                             | The Third Alibi                                                                                          | Vereinigtes Königreich                                                             | Montgomery Tully                                       | 27.06.1970   |                                                               |
| 1961 | Das Geheimnis der gelben Narzissen                                |                                             | The Devil’s Daffodil                                                                                     | Vereinigtes Königreich                                                             | Ákos Ráthonyi                                          | 18.01.1975   |                                                               |
| 1961 | Die geheimnisvolle Insel                                          |                                             | Mysterious Island                                                                                        | Vereinigtes Königreich                                                             | Cy Endfield                                            | 10.08.1974   |                                                               |
| 1961 | Das Hausboot                                                      |                                             | Double Bunk                                                                                              | Vereinigtes Königreich                                                             | C.M. Pennington-Richards                               | 22.12.1969   |                                                               |
| 1961 | Die Jungen aus Bungala                                            |                                             | Bungala Boys                                                                                             | Vereinigtes Königreich Australien                                                  | Jim Jeffrey                                            | 08.08.1969   |                                                               |
| 1961 | Die Kugel kam nicht an                                            |                                             | Ghost Squad – Bullet with my Name on it                                                                  | Vereinigtes Königreich                                                             | Don Sharp                                              | 25.08.1968   | Aus der Reihe Geisterschwadron (S01E02)                       |
| 1961 | Leiche auf Urlaub                                                 |                                             | What a Carve Up!                                                                                         | Vereinigtes Königreich                                                             | Pat Jackson                                            | 12.02.1972   |                                                               |
| 1961 | Lieben kann man nur zu zweit                                      |                                             | Only Two Can Play                                                                                        | Vereinigtes Königreich                                                             | Sidney Gilliat                                         | 11.07.1971   |                                                               |
| 1961 | Der Mann, der den Mord vergaß                                     | Der Mann, der einen Mord vergaß             | Pit of Darkness                                                                                          | Vereinigtes Königreich                                                             | Lance Comfort                                          | 25.06.1965   |                                                               |
| 1961 | Nicht so toll, Süßer                                              | Carry, mach weiter so!                      | Carry On Regardless                                                                                      | Vereinigtes Königreich                                                             | Gerald Thomas, Ralph Thomas                            | 30.05.1971   |                                                               |
| 1961 | Der rote Herzog                                                   | Der Höllenfeuerclub                         | The Hellfire Club                                                                                        | Vereinigtes Königreich                                                             | Robert S. Baker                                        | 09.10.1988   |                                                               |
| 1961 | Schöne Witwen sind gefährlich                                     | Meine Witwe ist gefährlich                  | Five Golden Hours                                                                                        | Vereinigtes Königreich Italien                                                     | Mario Zampi                                            | 21.10.1966   |                                                               |
| 1961 | Die sieben Schlüssel                                              |                                             | Seven Keys                                                                                               | Vereinigtes Königreich                                                             | Pat Jackson                                            | 02.03.1968   |                                                               |
| 1961 | Der Tod fährt mit                                                 | Der Mann im Rücksitz                        | The Man in the Back Seat                                                                                 | Vereinigtes Königreich                                                             | Vernon Sewell                                          | 24.02.1969   |                                                               |
| 1961 | Quintett mit Harfe und Trompete                                   | Skandal in der Wigmore Hall                 | Raising the Wind                                                                                         | Vereinigtes Königreich                                                             | Gerald Thomas                                          | 27.04.1972   |                                                               |
| 1961 | Und morgen alles                                                  | …und morgen alles                           | No Love for Johnnie                                                                                      | Vereinigtes Königreich                                                             | Ralph Thomas                                           | 31.10.1970   |                                                               |
| 1962 | Anonyme Briefe                                                    |                                             | Night of the Prowler                                                                                     | Vereinigtes Königreich                                                             | Francis Searle                                         | 20.01.1968   |                                                               |
| 1962 | Die Einsamkeit des Langstreckenläufers                            |                                             | The Loneliness of the Long Distance Runner                                                               | Vereinigtes Königreich                                                             | Tony Richardson                                        | 24.01.1969   |                                                               |
| 1962 | Früh übt sich…                                                    |                                             | On the Beat                                                                                              | Vereinigtes Königreich                                                             | Robert Asher                                           | 25.01.1986   |                                                               |
| 1962 | Gefahr an meiner Seite                                            |                                             | Danger by my Side                                                                                        | Vereinigtes Königreich                                                             | Charles Saunders                                       | 16.10.1964   |                                                               |
| 1962 | Gefährliche Stunden in Dartmoor                                   |                                             | The Break                                                                                                | Vereinigtes Königreich                                                             | Lance Comfort                                          | 24.05.1969   |                                                               |
| 1962 | Die heiße Nacht                                                   |                                             | All Night Long                                                                                           | Vereinigtes Königreich                                                             | Basil Dearden                                          | 09.02.1968   |                                                               |
| 1962 | Das indiskrete Zimmer                                             |                                             | The L-Shaped Room                                                                                        | Vereinigtes Königreich                                                             | Bryan Forbes                                           | 17.12.1965   |                                                               |
| 1962 | Das letzte Wort hat sie                                           |                                             | A Pair of Briefs                                                                                         | Vereinigtes Königreich                                                             | Ralph Thomas                                           | 11.09.1976   |                                                               |
| 1962 | Nur ein Hauch Glückseligkeit                                      | Ein Hauch Glückseligkeit                    | A Kind of Loving                                                                                         | Vereinigtes Königreich                                                             | John Schlesinger                                       | 15.03.1963   |                                                               |
| 1962 | O Darling – was für ein Verkehr                                   |                                             | The Fast Lady                                                                                            | Vereinigtes Königreich                                                             | Ken Annakin                                            | 23.12.1970   |                                                               |
| 1962 | Serena                                                            |                                             | Serena                                                                                                   | Vereinigtes Königreich                                                             | Peter Maxwell                                          | 05.06.1964   |                                                               |
| 1962 | Spiel mit dem Schicksal                                           |                                             | Term of Trial                                                                                            | Vereinigtes Königreich                                                             | Peter Glenville                                        | 20.05.1966   |                                                               |
| 1962 | Walzer der Toreros                                                |                                             | Waltz of the Toreadors                                                                                   | Vereinigtes Königreich                                                             | John Guillermin                                        | 31.07.1976   |                                                               |
| 1963 | Das 13. Mädchen                                                   |                                             | The Thirteenth Girl                                                                                      | Vereinigtes Königreich                                                             | Peter Sasdy                                            | 24.08.1968   | Aus der Reihe Geisterschwadron (S02E18)                       |
| 1963 | Alibi des Todes                                                   | Schlagzeile: Mord!                          | Girl in the Headlines                                                                                    | Vereinigtes Königreich                                                             | Peter Graham Scott                                     | 03.01.1970   |                                                               |
| 1963 | Bettgelächter                                                     | Wo ein Wille ist ...                        | A Stitch in Time                                                                                         | Vereinigtes Königreich                                                             | Robert Asher                                           | 14.07.1985   |                                                               |
| 1963 | Endstation 13 Sahara                                              |                                             | Station Six-Sahara                                                                                       | Vereinigtes Königreich BR Deutschland                                              | Seth Holt                                              | 05.04.1986   |                                                               |
| 1963 | Doktor in Nöten                                                   |                                             | Doctor in Distress                                                                                       | Vereinigtes Königreich                                                             | Ralph Thomas                                           | 22.05.1983   |                                                               |
| 1963 | Dr. Crippen                                                       |                                             | Dr. Crippen                                                                                              | Vereinigtes Königreich                                                             | Robert Lynn                                            | 14.06.1975   |                                                               |
| 1963 | Gefahr in der Nacht                                               |                                             | Clash by Night                                                                                           | Vereinigtes Königreich                                                             | Montgomery Tully                                       | 17.04.1971   |                                                               |
| 1963 | Geliebter Spinner                                                 |                                             | Billy Liar                                                                                               | Vereinigtes Königreich                                                             | John Schlesinger                                       | 24.09.1977   |                                                               |
| 1963 | Gentlemankillers                                                  |                                             | The Wrong Arm of the Law                                                                                 | Vereinigtes Königreich                                                             | Cliff Owen                                             | 03.11.1973   |                                                               |
| 1963 | Ist ja irre – diese müden Taxifahrer                              | Krach kommt doch                            | Carry On Cabby                                                                                           | Vereinigtes Königreich                                                             | Gerald Thomas                                          | 17.08.1970   |                                                               |
| 1963 | Die Karriere des Chick B.                                         |                                             | The Comedy Man                                                                                           | Vereinigtes Königreich                                                             | Alvin Rakoff                                           | 03.09.1965   |                                                               |
| 1963 | Kein Schloß ist vor ihm sicher                                    | Die Geldschrankknacker                      | The Cracksman                                                                                            | Vereinigtes Königreich                                                             | Peter Graham Scott                                     | 05.02.1965   |                                                               |
| 1963 | Lockender Lorbeer                                                 | Sporting Life                               | This Sporting Life                                                                                       | Vereinigtes Königreich                                                             | David Storey                                           | 10.03.1967   |                                                               |
| 1963 | My Lords, Ladies und Gentlemen                                    |                                             | Drama ’63: My Lords, Ladies and Gentlemen                                                                | Vereinigtes Königreich                                                             | Dennis Vance                                           | 09.05.1967   | Aus der Reihe Drama 61–67 (S03E05)                            |
| 1963 | Polizeispitzel X 2                                                | Abrechnung in Soho                          | The Informers                                                                                            | Vereinigtes Königreich                                                             | Ken Annakin                                            | 09.05.1970   |                                                               |
| 1963 | Schule des süßen Lebens                                           |                                             | Bitter Harvest                                                                                           | Vereinigtes Königreich                                                             | Peter Graham Scott                                     | 26.02.1985   |                                                               |
| 1963 | Schmuggler                                                        |                                             | The Switch                                                                                               | Vereinigtes Königreich                                                             | Peter Maxwell                                          | 03.02.1968   |                                                               |
| 1963 | Spiele niemals Karten mit Fremden                                 |                                             | Never Play Cards with Strangers                                                                          | Vereinigtes Königreich                                                             | John Paddy Carstairs                                   | 13.12.1969   | Aus der Reihe The Sentimental Agent (S01E04)                  |
| 1963 | Tom Jones – Zwischen Bett und Galgen                              | Tom Jones                                   | Tom Jones                                                                                                | Vereinigtes Königreich                                                             | Tony Richardson                                        | 17.01.1966   |                                                               |
| 1963 | Der Wachsblumenstrauß                                             |                                             | Murder at the Gallop                                                                                     | Vereinigtes Königreich                                                             | George Pollock                                         | 28.12.1984   |                                                               |
| 1964 | Ach du lieber Vater!                                              | Ach du lieber Vater                         | Father Came Too!                                                                                         | Vereinigtes Königreich                                                             | Peter Graham Scott                                     | 14.12.1985   |                                                               |
| 1964 | Das Beste ist grad’ gut genug                                     |                                             | Nothing But the Best                                                                                     | Vereinigtes Königreich                                                             | Clive Donner                                           | 11.01.1975   |                                                               |
| 1964 | Die erste Nacht                                                   | Das Mädchen mit den grünen Augen            | Girl with Green Eyes                                                                                     | Vereinigtes Königreich                                                             | Desmond Davis                                          | 09.09.1966   |                                                               |
| 1964 | Freispruch oder Falle?                                            |                                             | Downfall                                                                                                 | Vereinigtes Königreich                                                             | John Llewellyn Moxey                                   | 14.04.1972   |                                                               |
| 1964 | Insekten                                                          |                                             | The Insects                                                                                              | Vereinigtes Königreich                                                             | Jimmy T. Murakami                                      | 18.09.1970   |                                                               |
| 1964 | Ist ja irre – Cäsar liebt Cleopatra                               | Cleo, Liebe und Antike                      | Carry On Cleo                                                                                            | Vereinigtes Königreich                                                             | Gerald Thomas                                          | 19.08.1966   |                                                               |
| 1964 | Ist ja irre – ’ne abgetakelte Fregatte                            | Held im Hemd                                | Carry On Jack                                                                                            | Vereinigtes Königreich                                                             | Gerald Thomas                                          | 26.05.1965   |                                                               |
| 1964 | Der Knabe mit der Flöte                                           |                                             | Boy with a Flute                                                                                         | Vereinigtes Königreich                                                             | Montgomery Tully                                       | 19.11.1970   |                                                               |
| 1964 | Kollege stirbt gleich                                             |                                             | A Jolly Bad Fellow                                                                                       | Vereinigtes Königreich                                                             | Don Chaffey                                            | 25.01.1969   |                                                               |
| 1964 | Mörder ahoi!                                                      |                                             | Murder Ahoy                                                                                              | Vereinigtes Königreich                                                             | George Pollock                                         | 21.12.1984   |                                                               |
| 1964 | Raubzug der Wikinger                                              |                                             | The Long Ships                                                                                           | Vereinigtes Königreich Jugoslawien                                                 | Jack Cardiff                                           | 11.05.1977   |                                                               |
| 1964 | Verhängnisvoller Tausch                                           |                                             | Act of Murder                                                                                            | Vereinigtes Königreich                                                             | Alan Bridges                                           | 02.06.1972   |                                                               |
| 1964 | Das Verrätertor                                                   |                                             | The Traitor’s Gate                                                                                       | Berlin Vereinigtes Königreich                                                      | Freddie Francis                                        | 22.10.1977   |                                                               |
| 1964 | Vier Frauen und ein Mord                                          |                                             | Murder Most Foul                                                                                         | Vereinigtes Königreich                                                             | George Pollock                                         | 14.12.1984   |                                                               |
| 1965 | Die amourösen Abenteuer der Moll Flanders                         |                                             | The Amorous Adventures of Moll Flanders                                                                  | Vereinigtes Königreich                                                             | Terence Young                                          | 05.07.1968   |                                                               |
| 1965 | Catacombs – Im Netz des Dunkeln                                   | Katakomben                                  | Catacombs                                                                                                | Vereinigtes Königreich                                                             | Gordon Hessler                                         | 27.05.1972   |                                                               |
| 1965 | Darling                                                           |                                             | Darling                                                                                                  | Vereinigtes Königreich                                                             | John Schlesinger                                       | 03.02.1979   |                                                               |
| 1965 | Diskretion Ehrensache                                             |                                             | Never Mention Murder                                                                                     | Vereinigtes Königreich                                                             | John Nelson-Burton                                     | 28.07.1972   |                                                               |
| 1965 | Die große Flasche                                                 | Wer zuerst kommt ...                        | The Early Bird                                                                                           | Vereinigtes Königreich                                                             | Robert Asher                                           | 21.07.1985   |                                                               |
| 1965 | Drei Hüte für Lisa                                                |                                             | Three Hats for Lisa                                                                                      | Vereinigtes Königreich                                                             | Sidney Hayers                                          | 25.01.1970   |                                                               |
| 1965 | Der ehrliche Finder                                               |                                             | As the Crow Flies                                                                                        | Vereinigtes Königreich                                                             | Peter Potter                                           | 01.06.1967   | Aus der Reihe ITV Play of the Week (S10E47)                   |
| 1965 | Fußballfieber                                                     |                                             | Cup Fever                                                                                                | Vereinigtes Königreich                                                             | David Bracknell                                        | 11.08.1967   |                                                               |
| 1965 | Geheimnis im blauen Schloß                                        | Das Geheimnis im blauen Schloß              | Ten Little Indians                                                                                       | Vereinigtes Königreich                                                             | George Pollock                                         | 26.01.1973   |                                                               |
| 1965 | Jeden Tag ein Urlaubstag                                          |                                             | Every Day’s a Holiday                                                                                    | Vereinigtes Königreich                                                             | James Hill                                             | 30.05.1986   |                                                               |
| 1965 | Kennwort „Schweres Wasser“                                        |                                             | The Heroes of Telemark                                                                                   | Vereinigtes Königreich                                                             | Anthony Mann                                           | 29.01.1985   |                                                               |
| 1965 | Die Morde des Herrn ABC                                           |                                             | The Alphabet Murders                                                                                     | Vereinigtes Königreich                                                             | Frank Tashlin                                          | 31.10.1969   |                                                               |
| 1965 | Die ominöse Truhe                                                 |                                             | Dead Man’s Chest                                                                                         | Vereinigtes Königreich                                                             | Patrick Dromgoole                                      | 09.03.1972   |                                                               |
| 1965 | Ein Platz ganz oben                                               |                                             | Life at the Top                                                                                          | Vereinigtes Königreich                                                             | Ted Kotcheff                                           | 13.12.1968   |                                                               |
| 1965 | Sherlock Holmes’ größter Fall                                     |                                             | A Study in Terror                                                                                        | Vereinigtes Königreich                                                             | James Hill                                             | 29.12.1971   |                                                               |
| 1965 | Stadt im Meer                                                     | Die Stadt unter dem Meer                    | City Under the Sea                                                                                       | Vereinigtes Königreich Vereinigte Staaten                                          | Jacques Tourneur                                       | 18.10.1969   |                                                               |
| 1965 | Die tollkühnen Männer in ihren fliegenden Kisten                  |                                             | Those Magnificent Men in Their Flying Machines or How I Flew from London to Paris in 25 hours 11 minutes | Vereinigtes Königreich                                                             | Ken Annakin                                            | 28.04.1967   |                                                               |
| 1965 | Versprich ihr alles                                               |                                             | Promise Her Anything                                                                                     | Vereinigtes Königreich Vereinigte Staaten                                          | Arthur Hiller                                          | 09.07.1988   |                                                               |
| 1965 | Verwechselte Partner                                              |                                             | Change Partners                                                                                          | Vereinigtes Königreich                                                             | Robert Lynn                                            | 26.03.1972   |                                                               |
| 1965 | Wenn Mona Lisa lächelt                                            |                                             | The Sad Smile of the Mona Lisa                                                                           | Vereinigtes Königreich                                                             | Bill Stewart                                           | 18.05.1967   | Aus der Reihe Love Story (S03E19)                             |
| 1966 | Blätter im Wind                                                   |                                             | Run with the Wind                                                                                        | Vereinigtes Königreich                                                             | Lindsay Shonteff                                       | 10.03.1972   |                                                               |
| 1966 | Ein blindes Huhn                                                  |                                             | Press for Time                                                                                           | Vereinigtes Königreich                                                             | Robert Asher                                           | 25.08.1985   |                                                               |
| 1966 | Blow Up                                                           |                                             | Blowup                                                                                                   | Vereinigtes Königreich Italien                                                     | Michelangelo Antonioni                                 | 18.01.1985   |                                                               |
| 1966 | Ein Mann zu jeder Jahreszeit                                      |                                             | A Man for All Seasons                                                                                    | Vereinigtes Königreich                                                             | Fred Zinnemann                                         | 12.12.1981   |                                                               |
| 1966 | Frei geboren – Königin der Wildnis                                | Königin der Wildnis                         | Born Free                                                                                                | Vereinigtes Königreich                                                             | James Hill                                             | 04.07.1969   |                                                               |
| 1966 | Halt die Tasten heiß                                              |                                             | Ballad in Blue                                                                                           | Vereinigtes Königreich                                                             | Paul Henried                                           | 13.09.1968   |                                                               |
| 1966 | Ein Hauch von Riviera                                             |                                             | That Riviera Touch                                                                                       | Vereinigtes Königreich                                                             | Cliff Owen                                             | 21.06.1980   |                                                               |
| 1966 | Hier war ich glücklich                                            |                                             | I Was Happy Here                                                                                         | Vereinigtes Königreich                                                             | Desmond Davis                                          | 17.11.1967   |                                                               |
| 1966 | Hilfe, sie liebt mich nicht!                                      |                                             | Doctor in Clover                                                                                         | Vereinigtes Königreich                                                             | Ralph Thomas                                           | 01.05.1983   |                                                               |
| 1966 | Honigmond ’67                                                     |                                             | The Family Way                                                                                           | Vereinigtes Königreich                                                             | Bill Naughton                                          | 01.03.1968   |                                                               |
| 1966 | Das Rätsel des silbernen Dreieck                                  | Das Rätsel des silbernen Dreiecks           | Circus of Fear                                                                                           | Vereinigtes Königreich BR Deutschland                                              | John Llewellyn Moxey, Werner Jacobs                    | 04.08.1972   |                                                               |
| 1966 | Spion zwischen 2 Fronten                                          |                                             | Triple Cross                                                                                             | Vereinigtes Königreich Frankreich                                                  | Terence Young                                          | 24.12.1987   |                                                               |
| 1966 | Unternehmen III. Klasse                                           |                                             | Operation Third Form                                                                                     | Vereinigtes Königreich                                                             | David Eady                                             | 25.08.1967   |                                                               |
| 1966 | Wer tötete die Katze?                                             |                                             | Who Killed the Cat?                                                                                      | Vereinigtes Königreich                                                             | Montgomery Tully                                       | 04.09.1982   |                                                               |
| 1967 | Flash – Der Schäferhund                                           |                                             | Flash the Sheepdog                                                                                       | Vereinigtes Königreich                                                             | Laurence Henson                                        | 08.11.1968   |                                                               |
| 1967 | Der Fremde im Haus                                                |                                             | Stranger in the House                                                                                    | Vereinigtes Königreich                                                             | Pierre Rouve                                           | 26.07.1975   |                                                               |
| 1967 | Die Gräfin von Hongkong                                           |                                             | A Countess from Hong Kong                                                                                | Vereinigtes Königreich                                                             | Charlie Chaplin                                        | 25.12.1986   |                                                               |
| 1967 | Heiße Katzen                                                      |                                             | Deadlier Than the Male                                                                                   | Vereinigtes Königreich                                                             | Ralph Thomas                                           | 19.01.1985   |                                                               |
| 1967 | Junge Dornen                                                      |                                             | To Sir, with Love                                                                                        | Vereinigtes Königreich                                                             | James Clavell                                          | 23.08.1968   |                                                               |
| 1967 | Minirock und Kronjuwelen                                          |                                             | The Jokers                                                                                               | Vereinigtes Königreich                                                             | Michael Winner                                         | 05.06.1967   |                                                               |
| 1967 | Marokko 7                                                         |                                             | Maroc 7                                                                                                  | Vereinigtes Königreich                                                             | Gerry O’Hara                                           | 25.12.1968   |                                                               |
| 1967 | Poor Cow – Geküßt und geschlagen                                  |                                             | Poor Cow                                                                                                 | Vereinigtes Königreich                                                             | Ken Loach                                              | 15.01.1975   |                                                               |
| 1967 | Privileg                                                          |                                             | Privilege                                                                                                | Vereinigtes Königreich                                                             | Peter Watkins                                          | 28.03.1969   |                                                               |
| 1967 | Tanz der Vampire                                                  |                                             | The Fearless Vampire Killers                                                                             | Vereinigtes Königreich                                                             | Roman Polanski                                         | 01.03.1986   |                                                               |
| 1967 | Das total verrückte Krankenhaus                                   | Machen Sie weiter, Herr Doktor!             | Carry On Doctor                                                                                          | Vereinigtes Königreich                                                             | Gerald Thomas                                          | 25.01.1974   |                                                               |
| 1967 | Was kommt danach…?                                                |                                             | I'll Never Forget What’s’isname                                                                          | Vereinigtes Königreich                                                             | Michael Winner                                         | 09.05.1969   |                                                               |
| 1968 | Hausfreunde sind auch Menschen                                    |                                             | The Bliss of Mrs. Blossom                                                                                | Vereinigtes Königreich                                                             | Joseph McGrath                                         | 02.01.1985   |                                                               |
| 1968 | Der Löwe im Winter                                                |                                             | The Lion in Winter                                                                                       | Vereinigtes Königreich                                                             | Anthony Harvey                                         | 14.04.1972   |                                                               |
| 1969 | Das total verrückte Campingparadies                               | Camping-Paradies                            | Carry On Camping                                                                                         | Vereinigtes Königreich                                                             | Gerald Thomas                                          | 04.08.1984   |                                                               |
| 1969 | Das total verrückte Irrenhaus                                     | Komm wieder, Doktor!                        | Carry On Again, Doctor                                                                                   | Vereinigtes Königreich                                                             | Gerald Thomas                                          | 03.04.1983   |                                                               |
| 1968 | Oliver                                                            | Oliver!                                     | Oliver!                                                                                                  | Vereinigtes Königreich                                                             | Carol Reed                                             | 23.07.1971   |                                                               |
| 1969 | Onkel Bob’s Hütte                                                 | Der Elefant Slowly                          | An Elefant Called Slowly                                                                                 | Vereinigtes Königreich                                                             | James Hall                                             | 06.08.1971   |                                                               |
| 1969 | Kapitän Nemo                                                      |                                             | Captain Nemo and the Underwater City                                                                     | Vereinigtes Königreich                                                             | James Hill                                             | 15.03.1986   |                                                               |
| 1969 | Kes                                                               |                                             | Kes | Vereinigtes Königreich                                                             | Ken Loach                                              | 14.12.1974   |                                                               |
| 1969 | Königin für tausend Tage                                          |                                             | Anne of the Thousand Days                                                                                | Vereinigtes Königreich                                                             | Charles Jarrott                                        | 17.05.1980   |                                                               |
| 1969 | Mein Freund, der Otter                                            | Eine Welle glänzenden Wassers               | Ring of Bright Water                                                                                     | Vereinigtes Königreich Vereinigte Staaten                                          | Jack Couffer                                           | 21.12.1973   |                                                               |
| 1969 | Der Untergang des Sonnenreiches                                   | Die königliche Jagd auf die Sonne           | The Royal Hunt of the Sun                                                                                | Vereinigtes Königreich Vereinigte Staaten                                          | Irving Lerner                                          | 20.01.1988   |                                                               |
| 1969 | Vergiß oder stirb                                                 |                                             | Run a Crooked Mile                                                                                       | Vereinigtes Königreich                                                             | Gene Levitt                                            | 24.04.1978   |                                                               |
| 1970 | Ein blinder Passagier hat’s schwer                                |                                             | Doctor in Trouble                                                                                        | Vereinigtes Königreich                                                             | Ralph Thomas                                           | 17.06.1983   |                                                               |
| 1970 | Cromwell – Krieg dem König                                        | Cromwell                                    | Cromwell                                                                                                 | Vereinigtes Königreich                                                             | Ken Hughes                                             | 12.01.1973   |                                                               |
| 1970 | Das Durchgangszimmer                                              |                                             | Connecting Rooms                                                                                         | Vereinigtes Königreich                                                             | Franklin Gollings                                      | 15.01.1977   |                                                               |
| 1970 | Die eine will’s, die andere nicht                                 | Mister Russel macht sich einen Jux          | Some Will, Some Won’t                                                                                    | Vereinigtes Königreich                                                             | Duncan Wood                                            | 22.05.1976   |                                                               |
| 1970 | Das Geheimnis von Schloß Thornfield                               | Die Jungfrau und der Zigeuner               | Jane Eyre                                                                                                | Vereinigtes Königreich                                                             | Delbert Mann                                           | 06.10.1983   |                                                               |
| 1970 | Heinrichs Bettgeschichten oder Wie der Knoblauch nach England kam |                                             | Carry On Henry VIII                                                                                      | Vereinigtes Königreich                                                             | Gerald Thomas                                          | 30.12.1989   |                                                               |
| 1970 | Der Held meines Lebens                                            |                                             | The Hero of my Life                                                                                      | Vereinigtes Königreich                                                             | Michael Darlow                                         | 08.04.1978   |                                                               |
| 1970 | Liebe, Liebe usw.                                                 | Liebe, Liebe und so weiter…                 | Carry On Loving                                                                                          | Vereinigtes Königreich                                                             | Gerald Thomas                                          | 09.10.1983   |                                                               |
| 1970 | Das Mädchen und der Zigeuner                                      | Die Jungfrau und der Zigeuner               | The Virgin and the Gypsy                                                                                 | Vereinigtes Königreich                                                             | Christopher Miles                                      | 24.05.1985   |                                                               |
| 1970 | Vergessen sie Liza Curtis!                                        |                                             | Rumour                                                                                                   | Vereinigtes Königreich                                                             | Mike Hodges                                            | 18.05.1977   |                                                               |
| 1970 | Mordakte Agusta Fullam                                            |                                             | Agusta Fullam                                                                                            | Vereinigtes Königreich                                                             | David Cuncliffe                                        | 10.02.1973   | Aus der Reihe Wicked Woman (S01E03)                           |
| 1970 | Mordakte Alice Rhodes                                             |                                             | Alice Rhodes                                                                                             | Vereinigtes Königreich                                                             | Roy Stonehouse                                         | 03.03.1973   | Aus der Reihe Wicked Woman (S01E01)                           |
| 1970 | Mordakte Christiana Edmund                                        |                                             | Christiana Edmund                                                                                        | Vereinigtes Königreich                                                             | Roy Stonehouse                                         | 23.03.1973   | Aus der Reihe Wicked Woman (S01E02)                           |
| 1970 | Treffpunkt London Airport                                         |                                             | Perfect Friday                                                                                           | Vereinigtes Königreich                                                             | Peter Hall                                             | 20.08.1975   |                                                               |
| 1971 | Aufruhr im Busdepot                                               |                                             | On the Buses                                                                                             | Vereinigtes Königreich                                                             | Harry Booth                                            | 23.07.1977   |                                                               |
| 1971 | Black Beauty                                                      |                                             | Black Beauty                                                                                             | Vereinigtes Königreich                                                             | James Hill                                             | 17.12.1979   |                                                               |
| 1971 | Entführt                                                          |                                             | Kidnapped                                                                                                | Vereinigtes Königreich                                                             | Delbert Mann                                           | 27.12.1974   |                                                               |
| 1971 | Heißkaltes Blut                                                   | Die Sünde                                   | The Beloved                                                                                              | Vereinigtes Königreich                                                             | George Pan Cosmatos                                    | 10.05.1986   |                                                               |
| 1971 | Die herrlichen sieben Todsünden                                   |                                             | The Magnificent Seven Deadly Sins                                                                        | Vereinigtes Königreich                                                             | Graham Stark                                           | 18.02.1989   |                                                               |
| 1971 | In einem Sattel mit dem Tod                                       |                                             | Hannie Caulder                                                                                           | Vereinigtes Königreich                                                             | Burt Kennedy                                           | 09.05.1987   |                                                               |
| 1971 | Inselgeschichten                                                  |                                             | Orkney                                                                                                   | Vereinigtes Königreich                                                             | James MacTaggart                                       | 24.09.1978   | Aus der Reihe Play for Today (S01E20)                         |
| 1971 | Jagd durchs Feuer                                                 | Die Feuerjäger                              | The Firechasers                                                                                          | Vereinigtes Königreich                                                             | Sidney Hayers                                          | 29.09.1972   |                                                               |
| 1971 | Maria Stuart, Königin von Schottland                              |                                             | Mary, Queen of Scots                                                                                     | Vereinigtes Königreich                                                             | Charles Jarrott                                        | 24.09.1982   |                                                               |
| 1971 | Der Mittler                                                       |                                             | The Go-Between                                                                                           | Vereinigtes Königreich                                                             | Joseph Losey                                           | 08.04.1983   |                                                               |
| 1971 | Tod im Teufelsgrund                                               |                                             | Assault                                                                                                  | Vereinigtes Königreich                                                             | Sidney Hayers                                          | 08.01.1977   |                                                               |
| 1971 | Traue keinem Hausfreund                                           |                                             | A Severed Head                                                                                           | Vereinigtes Königreich                                                             | Dick Clement                                           | 06.05.1990   |                                                               |
| 1971 | Das vergessene Tal                                                |                                             | The Last Valley                                                                                          | Vereinigtes Königreich Vereinigte Staaten                                          | James Clavell                                          | 28.12.1989   |                                                               |
| 1971 | Der wütende Mond                                                  |                                             | The Raging Moon                                                                                          | Vereinigtes Königreich                                                             | Bryan Forbes                                           | 21.02.1976   |                                                               |
| 1972 | Antonius und Cleopatra                                            |                                             | Antony and Cleopatra                                                                                     | Vereinigtes Königreich Spanien Schweiz                                             | Charlton Heston                                        | 04.12.1984   |                                                               |
| 1972 | Drei Strolche in der Wildnis                                      |                                             | Living Free                                                                                              | Vereinigtes Königreich                                                             | Jack Couffer                                           | 30.12.1980   |                                                               |
| 1972 | The Fear – Angst in der Nacht                                     | Nachts kommt die Angst                      | Fear in the Night                                                                                        | Vereinigtes Königreich                                                             | Jimmy Sangster                                         | 12.06.1976   |                                                               |
| 1972 | Ein gewisser General Bonaparte                                    |                                             | Eagle in a Cage                                                                                          | Vereinigte Staaten Vereinigtes Königreich                                          | Fielder Cook                                           | 07.05.1972   |                                                               |
| 1972 | Die große Liebe der Lady Caroline                                 |                                             | Lady Caroline Lamb                                                                                       | Vereinigtes Königreich Italien                                                     | Robert Bolt                                            | 24.12.1978   |                                                               |
| 1972 | Oh, du bist schrecklich                                           |                                             | Ooh… You Are Awful                                                                                       | Vereinigtes Königreich                                                             | Cliff Owen                                             | 25.01.1974   |                                                               |
| 1972 | Heinrich VIII. und seine sechs Frauen                             |                                             | Henry VIII and His Six Wives                                                                             | Vereinigtes Königreich                                                             | Waris Hussein                                          | 25.01.1974   |                                                               |
| 1972 | Mord mit kleinen Fehlern                                          |                                             | Sleuth                                                                                                   | Vereinigtes Königreich                                                             | Joseph L. Mankiewicz                                   | 04.11.1983   |                                                               |
| 1972 | Ruf der Wildnis                                                   |                                             | The Call of the Wild                                                                                     | Vereinigtes Königreich Frankreich Italien Berlin Spanien Norwegen                  | Ken Annakin                                            | 16.08.1974   |                                                               |
| 1972 | Schottische Trilogie – Meine Kindheit                             | Meine Kindheit                              | My Childhood                                                                                             | Vereinigtes Königreich                                                             | Bill Douglas                                           | 09.06.1978   |                                                               |
| 1972 | Schütze dieses Haus                                               |                                             | Bless this House                                                                                         | Vereinigtes Königreich                                                             | Gerald Thomas                                          | 03.04.1976   |                                                               |
| 1972 | Ein total verrückter Urlaub                                       |                                             | Carry On Abroad                                                                                          | Vereinigtes Königreich                                                             | Gerald Thomas                                          | 01.01.1984   |                                                               |
| 1973 | Barbara                                                           |                                             | Barbara of the House of Grebe                                                                            | Vereinigtes Königreich                                                             | David Hugh Jones                                       | 17.10.1976   | Aus der Reihe Wessex Tales (S01E06)                           |
| 1973 | Bitte keinen Sex, wir sind Briten                                 |                                             | No Sex Please – We're British                                                                            | Vereinigtes Königreich                                                             | Cliff Owen                                             | 18.10.1974   |                                                               |
| 1973 | Botschaft für Lady Franklin                                       |                                             | The Hireling                                                                                             | Vereinigtes Königreich                                                             | Alan Bridges                                           | 25.12.1981   |                                                               |
| 1973 | Eine Frau mit Fantasie                                            |                                             | An Imaginative Woman                                                                                     | Vereinigtes Königreich                                                             | Gavin Miller                                           | 07.11.1976   | Aus der Reihe Wessex Tales (S01E04)                           |
| 1973 | Freunde                                                           |                                             | Fellow Townsmen                                                                                          | Vereinigtes Königreich                                                             | Barry Davis                                            | 07.11.1976   | Aus der Reihe Wessex Tales (S01E02)                           |
| 1973 | Keine Gnade für den Fuchs                                         | Der Fuchs von Belstone                      | The Belston Fox                                                                                          | Vereinigtes Königreich                                                             | James Hill                                             | 31.12.1977   |                                                               |
| 1973 | Mann, bist du Klasse!                                             |                                             | A Touch of Class                                                                                         | Vereinigtes Königreich                                                             | Melvin Frank                                           | 02.09.1977   |                                                               |
| 1973 | Mallys Bucht                                                      |                                             | Malachi’s Cove                                                                                           | Vereinigtes Königreich Kanada                                                      | Henry Herbert                                          | 30.03.1986   |                                                               |
| 1973 | Meine Frau will nicht                                             |                                             | The Love Ban                                                                                             | Vereinigtes Königreich                                                             | Ralph Thomas                                           | 28.04.1990   |                                                               |
| 1973 | Mißwahl auf Englisch                                              | Miss-Wahl auf Englisch                      | Carry On Girls                                                                                           | Vereinigtes Königreich                                                             | Gerald Thomas                                          | 01.01.1989   |                                                               |
| 1973 | Mord in Wessex                                                    |                                             | Publicity                                                                                                | Vereinigtes Königreich                                                             | Michael Hayes                                          | 23.09.1977   | Aus der Serie Freie Hand für Barlow (S02E04)                  |
| 1973 | Die Nelson-Affäre                                                 |                                             | Bequest to the Nation                                                                                    | Vereinigtes Königreich                                                             | James Cellan Jones                                     | 04.10.1989   |                                                               |
| 1973 | Niemand konnte sie retten                                         |                                             | And No One Could Save Her                                                                                | Vereinigte Staaten Vereinigtes Königreich                                          | Kevin Billington                                       | 08.11.1980   |                                                               |
| 1973 | Nora                                                              |                                             | A Doll’s House                                                                                           | Vereinigtes Königreich Frankreich                                                  | Joseph Losey                                           | 24.01.1975   |                                                               |
| 1973 | Penny Gold                                                        |                                             | Penny Gold                                                                                               | Vereinigtes Königreich                                                             | Jack Cardiff                                           | 20.04.1984   |                                                               |
| 1973 | Ein Puppenheim                                                    |                                             | A Doll’s House                                                                                           | Vereinigtes Königreich                                                             | Patrick Garland                                        | 07.10.1978   |                                                               |
| 1973 | Der Schakal                                                       |                                             | The Day of the Jackal                                                                                    | Vereinigtes Königreich Frankreich                                                  | Fred Zinnemann                                         | 03.01.1975   |                                                               |
| 1973 | Schottische Trilogie – Mein eigen Volk                            | Mein eigen Volk                             | My Ain Folk                                                                                              | Vereinigtes Königreich                                                             | Bill Douglas                                           | 16.06.1978   |                                                               |
| 1973 | Der traurige Husar                                                |                                             | The Melancholy Hussar                                                                                    | Vereinigtes Königreich                                                             | Mike Newell                                            | 24.10.1976   | Aus der Reihe Wessex Tales (S01E05)                           |
| 1973 | Wenn die Gondeln Trauer tragen                                    |                                             | Don’t Look Now                                                                                           | Vereinigtes Königreich Italien                                                     | Nicolas Roeg                                           | 07.10.1987   |                                                               |
| 1973 | Wolfskopf                                                         |                                             | Wolfshead: The Legend of Robin Hood                                                                      | Vereinigtes Königreich                                                             | John Hough                                             | 05.06.1977   |                                                               |
| 1974 | 18 Stunden bis zur Ewigkeit                                       |                                             | Juggernaut                                                                                               | Vereinigtes Königreich                                                             | Richard Lester                                         | 16.01.1976   |                                                               |
| 1974 | Flüchtige Begegnung                                               |                                             | Brief Encounter                                                                                          | Vereinigtes Königreich Italien                                                     | Alan Bridges                                           | 06.04.1985   |                                                               |
| 1974 | Die großen Erwartungen                                            |                                             | Great Expectations                                                                                       | Vereinigtes Königreich                                                             | Joseph Hardy                                           | 01.05.1981   |                                                               |
| 1974 | Mach’ weiter, Dick!                                               |                                             | Carry On Dick                                                                                            | Vereinigtes Königreich                                                             | Gerald Thomas                                          | 17.04.1976   |                                                               |
| 1974 | Mord im Orient-Expreß                                             |                                             | Murder on the Orient Express                                                                             | Vereinigtes Königreich                                                             | Sidney Lumet                                           | 07.01.1984   |                                                               |
| 1974 | Verbannt                                                          | Das Lächeln des großen Verführers           | Il sorriso del grande tentatore/The Tempter                                                              | Italien Vereinigtes Königreich                                                     | Damiano Damiani                                        | 16.11.1979   |                                                               |
| 1975 | Hass kennt keine Nachsaison                                       | Außerhalb der Saison                        | Out of Season                                                                                            | Vereinigtes Königreich                                                             | Alan Bridges                                           | 25.03.1978   |                                                               |
| 1975 | Freitag und Robinson                                              |                                             | Man Friday                                                                                               | Vereinigtes Königreich Vereinigte Staaten                                          | Jack Gold                                              | 30.03.1988   |                                                               |
| 1975 | Der Graf von Monte Christo                                        |                                             | The Count of Monte-Cristo                                                                                | Vereinigtes Königreich                                                             | David Greene                                           | 21.01.1977   |                                                               |
| 1975 | Liebe in der Dämmerung                                            |                                             | Love Among Ruins                                                                                         | Vereinigtes Königreich                                                             | George Cukor                                           | 19.10.1979   |                                                               |
| 1975 | Unterwegs zu Robin Hood                                           |                                             | Robin Hood Junior                                                                                        | Vereinigtes Königreich                                                             | Matt McCarthy                                          | 28.12.1986   |                                                               |
| 1975 | Royal Flash                                                       | Königspoker                                 | Royal Flash                                                                                              | Vereinigtes Königreich                                                             | Richard Lester                                         | 06.02.1981   |                                                               |
| 1975 | Der See der verstümmelten Leichen                                 | Diagnose: Mord                              | Diagnosis: Murder                                                                                        | Vereinigtes Königreich                                                             | Sidney Hayers                                          | 11.05.1989   |                                                               |
| 1975 | Der total verrückte Mumienschreck                                 | Alles geht nach hinten los                  | Carry On Behind                                                                                          | Vereinigtes Königreich                                                             | Gerald Thomas                                          | 02.07.1983   |                                                               |
| 1975 | Winstanley                                                        |                                             | Winstanley                                                                                               | Vereinigtes Königreich                                                             | Kevin Brownlow                                         | 29.01.1979   |                                                               |
| 1976 | Cinderellas silberner Schuh                                       |                                             | The Slipper and the Rose: The Story of Cinderella                                                        | Vereinigtes Königreich                                                             | Bryan Forbes                                           | 24.12.1987   |                                                               |
| 1976 | Der Glöckner von Notre-Dame                                       |                                             | The Hunchback of Notre Dame                                                                              | Vereinigtes Königreich                                                             | Alan Cooke                                             | 15.05.1978   |                                                               |
| 1976 | Die Katze auf dem heißen Blechdach                                |                                             | Cat on a Hot Tin Roof                                                                                    | Vereinigtes Königreich                                                             | Robert Moore                                           | 22.12.1977   |                                                               |
| 1976 | Kein Koks für Sherlock Holmes                                     |                                             | The Seven-Per-Cent Solution                                                                              | Vereinigtes Königreich Vereinigte Staaten                                          | Herbert Ross                                           | 27.12.1986   |                                                               |
| 1976 | Reise der Verdammten                                              |                                             | Voyage of the Damned                                                                                     | Vereinigtes Königreich                                                             | Stuart Rosenberg                                       | 29.02.1980   |                                                               |
| 1976 | Die Schattenlinie                                                 |                                             | Smuga cienia                                                                                             | Polen Vereinigtes Königreich                                                       | Andrzej Wajda                                          | 25.11.1977   |                                                               |
| 1977 | Die Brücke von Arnheim                                            |                                             | A Bridge Too Far                                                                                         | Vereinigtes Königreich Vereinigte Staaten                                          | Richard Attenborough                                   | 03.12.1989   |                                                               |
| 1977 | Gullivers Reisen                                                  | Eine Reise nach Liliput                     | Gulliver’s Travels                                                                                       | Vereinigtes Königreich Belgien                                                     | Peter R. Hunt                                          | 31.12.1987   |                                                               |
| 1977 | Der Mann mit der eisernen Maske                                   |                                             | The Man in the Iron Mask                                                                                 | Vereinigtes Königreich                                                             | Mike Newell                                            | 06.04.1979   |                                                               |
| 1977 | Sindbad und das Auge des Tigers                                   |                                             | Sinbad and the Eye of the Tiger                                                                          | Vereinigtes Königreich                                                             | Sam Wanamaker                                          | 23.06.1978   |                                                               |
| 1977 | Die Elenden                                                       |                                             | Les Miserables                                                                                           | Vereinigtes Königreich                                                             | Glenn Jordan                                           | 30.08.1987   |                                                               |
| 1978 | Die 39 Stufen                                                     | Wettlauf mit dem Tod                        | The Thirty-Nine Steps                                                                                    | Vereinigtes Königreich                                                             | Don Sharp                                              | 13.02.1982   |                                                               |
| 1978 | Schatten um Dominique                                             | Dominique                                   | Dominique                                                                                                | Vereinigtes Königreich                                                             | Michael Anderson                                       | 21.04.1990   |                                                               |
| 1978 | Seemans Rückkehr                                                  |                                             | The Sailor’s Return                                                                                      | Vereinigtes Königreich                                                             | Jack Gold                                              | 19.10.1979   |                                                               |
| 1978 | Tod auf dem Nil                                                   |                                             | Death on the Nile                                                                                        | Vereinigtes Königreich                                                             | John Guillermin                                        | 19.11.1983   |                                                               |
| 1978 | Tote schlafen besser                                              | Der tiefe Schlaf                            | The Big Sleep                                                                                            | Vereinigtes Königreich                                                             | Michael Winner                                         | 01.02.1980   |                                                               |
| 1978 | Unternehmen Capricorn                                             |                                             | Capricorn One                                                                                            | Vereinigte Staaten Vereinigtes Königreich                                          | Peter Hyams                                            | 20.07.1979   |                                                               |
| 1979 | Adlerflügel                                                       |                                             | Eagle’s Wing                                                                                             | Vereinigtes Königreich                                                             | Anthony Harvey                                         | 18.09.1981   |                                                               |
| 1979 | Alien – Das unheimliche Wesen aus einer fremden Welt              | Alien I                                     | Alien | Vereinigtes Königreich Vereinigte Staaten                                          | Ridley Scott                                           | 10.08.1990   |                                                               |
| 1979 | Der Supercoup                                                     |                                             | A Nightingale Sang in Berkeley Square                                                                    | Vereinigtes Königreich                                                             | Ralph Thomas                                           | 19.10.1985   |                                                               |
| 1979 | Die Europäer                                                      |                                             | The Europeans                                                                                            | Vereinigtes Königreich                                                             | James Ivory                                            | 07.09.1985   |                                                               |
| 1979 | Die Geschäfte des Henkers                                         |                                             | Waxwork                                                                                                  | Vereinigtes Königreich                                                             | June Wyndham-Davies                                    | 13.06.1981   | Aus der Reihe Screenplay (S01E04)                             |
| 1979 | Im Bann des Kalifen                                               |                                             | Arabian Adventure                                                                                        | Vereinigtes Königreich                                                             | Kevin Connor                                           | 21.01.1984   |                                                               |
| 1979 | Im Westen nichts Neues                                            |                                             | All Quiet on the Western Front                                                                           | Vereinigtes Königreich Vereinigte Staaten                                          | Delbert Mann                                           | 01.08.1984   |                                                               |
| 1979 | Die Katze und der Kanarienvogel                                   |                                             | The Cat and the Canary                                                                                   | Vereinigtes Königreich                                                             | Radley Metzger                                         | 07.06.1987   |                                                               |
| 1979 | Mord an der Themse                                                |                                             | Murder by Decree                                                                                         | Vereinigtes Königreich Kanada                                                      | Bob Clark                                              | 25.12.1984   |                                                               |
| 1979 | Der Paß des Todes                                                 | Die Passage                                 | The Passage                                                                                              | Vereinigtes Königreich                                                             | J. Lee Thompson                                        | 25.12.1982   |                                                               |
| 1979 | Pater Brown läßt sich nicht bluffen                               |                                             | Sanctuary of Fear                                                                                        | Vereinigtes Königreich                                                             | John Llewellyn Moxey                                   | 11.07.1987   |                                                               |
| 1979 | Schatz in der Tiefe                                               | Vierzig Millionen Dollar                    | The Treasure Seekers                                                                                     | Vereinigtes Königreich                                                             | Henry Levin                                            | 24.05.1980   |                                                               |
| 1979 | Tarka der Otter                                                   |                                             | Tarka the Otter                                                                                          | Vereinigtes Königreich                                                             | David Cobham                                           | 08.06.1984   |                                                               |
| 1979 | Warum bleibst du nicht bis zum Frühstück?                         |                                             | Why Not Stay for Breakfast?                                                                              | Vereinigtes Königreich Vereinigte Staaten                                          | Terry Marcel                                           | 09.05.1987   |                                                               |
| 1980 | Dr. Jekyll und Mr. Hyde                                           |                                             | Dr. Jekyll and Mr. Hyde                                                                                  | Vereinigtes Königreich                                                             | Alastair Reid                                          | 02.03.1985   |                                                               |
| 1980 | Mord im Spiegel                                                   |                                             | The Mirror Crack’d                                                                                       | Vereinigtes Königreich                                                             | Guy Hamilton                                           | 02.12.1983   |                                                               |
| 1980 | Richards Erbe                                                     |                                             | Richard’s Things                                                                                         | Vereinigtes Königreich                                                             | Anthoney Harvey                                        | 02.12.1989   |                                                               |
| 1980 | Sunday Lovers                                                     |                                             | Sunday Lovers                                                                                            | Italien Frankreich Vereinigtes Königreich Vereinigte Staaten                       | Dino Risi, Édouard Molinaro, Bryan Forbes, Gene Wilder | 31.12.1988   |                                                               |
| 1980 | Verräterisches Zelluloid                                          |                                             | Number on End                                                                                            | Vereinigtes Königreich                                                             | David Rosen                                            | 23.10.1984   | Aus der Reihe Play for Today (S11E06)                         |
| 1981 | Das Condor-Komplott                                               | Grünes Eis                                  | Green Ice                                                                                                | Vereinigtes Königreich                                                             | Ernest Day                                             | 11.06.1982   |                                                               |
| 1981 | Excalibur                                                         |                                             | Excalibur                                                                                                | Vereinigte Staaten Vereinigtes Königreich                                          | John Boorman                                           | 16.05.1986   |                                                               |
| 1981 | Die Geliebte des französischen Leutnants                          |                                             | The French Lieutenant’s Woman                                                                            | Vereinigtes Königreich                                                             | Karel Reisz                                            | 15.04.1987   |                                                               |
| 1981 | Eine Illusion verlischt                                           |                                             | Burning an Illusion                                                                                      | Vereinigtes Königreich                                                             | Menelik Shabazz                                        | 29.05.1984   |                                                               |
| 1981 | Kampf der Titanen                                                 |                                             | Clash of the Titans                                                                                      | Vereinigtes Königreich Vereinigte Staaten                                          | Desmond Davis                                          | 16.08.1985   |                                                               |
| 1981 | Kennwort: Salamander                                              | Der Salamander                              | The Salamander                                                                                           | Vereinigtes Königreich Italien                                                     | Peter Zinner                                           | 03.02.1984   |                                                               |
| 1981 | Lady Chatterleys Liebhaber                                        |                                             | Lady Chatterley’s Lover                                                                                  | Vereinigtes Königreich                                                             | Just Jaeckin                                           | 16.07.1982   |                                                               |
| 1981 | Ein perfekter Bruch                                               | Safeknacker                                 | Loophole                                                                                                 | Vereinigtes Königreich                                                             | John Quested                                           | 06.08.1982   |                                                               |
| 1981 | Quartett                                                          |                                             | Quartet                                                                                                  | Vereinigtes Königreich Frankreich                                                  | James Ivory                                            | 04.03.1990   |                                                               |
| 1981 | Tagrift – Aufstand der Verdammten                                 | Die Schlacht von Tagrift                    | Battle of Tagrift                                                                                        | Vereinigtes Königreich Tunesien                                                    | Khaled Khushaim                                        | 14.05.1984   |                                                               |
| 1982 | Agatha Christie: Das Spinnennetz                                  |                                             | Spider’s Web                                                                                             | Vereinigtes Königreich                                                             | Basil Coleman                                          | 11.01.1986   |                                                               |
| 1982 | Das Böse unter der Sonne                                          |                                             | Evil Under The Sun                                                                                       | Vereinigtes Königreich                                                             | Guy Hamilton                                           | 24.12.1983   |                                                               |
| 1982 | Der frühe Schrei des Reihers                                      |                                             | Hero | Vereinigtes Königreich                                                             | Barney Platt-Mills                                     | 09.02.1989   |                                                               |
| 1982 | Gandhi                                                            |                                             | Gandhi                                                                                                   | Vereinigtes Königreich Indien                                                      | Richard Attenborough                                   | 29.12.1985   |                                                               |
| 1982 | Geliebte Maske                                                    |                                             | Privileged                                                                                               | Vereinigtes Königreich                                                             | Michael Hoffmann                                       | 22.11.1985   |                                                               |
| 1982 | Schatten der Vergangenheit                                        | Die Rückkehr des Soldaten                   | The Return of the Soldier                                                                                | Vereinigtes Königreich                                                             | Alan Bridges                                           | 20.09.1989   |                                                               |
| 1982 | Tom und Bobby in Aktion                                           |                                             | The Boys in Blue                                                                                         | Vereinigtes Königreich                                                             | Val Guest                                              | 17.11.1989   |                                                               |
| 1982 | Das Verhängnis der schönen Isabell                                |                                             | East Lynne                                                                                               | Vereinigtes Königreich                                                             | David Green                                            | 04.01.1986   |                                                               |
| 1982 | Die verruchte Lady                                                |                                             | The Wicked Lady                                                                                          | Vereinigtes Königreich                                                             | Michael Winner                                         | 22.03.1985   |                                                               |
| 1982 | Victor/Victoria                                                   | Viktor und Viktoria                         | Victor/Victoria                                                                                          | Vereinigtes Königreich                                                             | Blake Edwards                                          | 23.01.1987   |                                                               |
| 1983 | Am dritten Tag                                                    |                                             | On the Third Day                                                                                         | Vereinigtes Königreich                                                             | Stanley O’Toole                                        | 01.05.1986   |                                                               |
| 1983 | Anna Pawlowa – Ein Leben für den Tanz                             |                                             | Anna Pawlowa/Анна Павлова                                                                                | Sowjetunion Deutsche Demokratische Republik Vereinigtes Königreich Kuba Frankreich | Emil Loteanu                                           | 26.10.1984   |                                                               |
| 1983 | Daniel                                                            |                                             | Daniel                                                                                                   | Vereinigte Staaten Vereinigtes Königreich                                          | Sidney Lumet                                           | 07.03.1986   |                                                               |
| 1983 | Einladung zur Hochzeit                                            |                                             | Invitation to the Wedding                                                                                | Vereinigtes Königreich                                                             | Joseph Brooks                                          | 16.03.1986   |                                                               |
| 1983 | Der Fluch des rosaroten Panthers                                  |                                             | Curse of the Pink Panther                                                                                | Vereinigtes Königreich Vereinigte Staaten                                          | Blake Edwards                                          | 07.10.1989   |                                                               |
| 1983 | Der Honorarkonsul                                                 |                                             | The Honorary Consul                                                                                      | Vereinigtes Königreich                                                             | John Mackenzie                                         | 14.03.1986   |                                                               |
| 1983 | Krull                                                             |                                             | Krull | Vereinigtes Königreich Vereinigte Staaten                                          | Peter Yates                                            | 08.11.1985   |                                                               |
| 1983 | Owain, Prinz von Wales                                            |                                             | Owain Glendower, Prince of Wales                                                                         | Vereinigtes Königreich                                                             | James Hill                                             | 20.12.1984   |                                                               |
| 1983 | Rita will es endlich wissen                                       |                                             | Educating Rita                                                                                           | Vereinigtes Königreich                                                             | Lewis Gilbert                                          | 24.12.1989   |                                                               |
| 1983 | Ein ungleiches Paar                                               |                                             | The Dresser                                                                                              | Vereinigtes Königreich                                                             | Peter Yates                                            | 10.05.1985   |                                                               |
| 1983 | Urteil ohne Gnade                                                 |                                             | Boswell for the Defence                                                                                  | Vereinigtes Königreich                                                             | Gareth Davies                                          | 24.05.1986   |                                                               |
| 1984 | Die Bounty                                                        |                                             | The Bounty                                                                                               | Vereinigtes Königreich                                                             | Roger Donaldson                                        | 20.11.1987   |                                                               |
| 1984 | Fluchtpunkt Berlin                                                | Die englische Schwester                     | Flight to Berlin                                                                                         | Vereinigtes Königreich                                                             | Christopher Petite                                     | 20.04.1988   |                                                               |
| 1984 | Geheime Winkel                                                    |                                             | Secret Places                                                                                            | Vereinigtes Königreich                                                             | Zelda Barron                                           | 12.03.1989   |                                                               |
| 1984 | Greystoke – Die Legende von Tarzan, Herr der Affen                |                                             | Greystoke: The Legend of Tarzan, Lord of the Apes                                                        | Vereinigtes Königreich                                                             | Hugh Hudson                                            | 17.06.1988   |                                                               |
| 1984 | Reise nach Indien                                                 |                                             | A Passage to India                                                                                       | Vereinigtes Königreich                                                             | David Leab                                             | 07.10.1989   |                                                               |
| 1984 | Tödlicher Irrtum                                                  |                                             | Ordeal by Innocence                                                                                      | Vereinigtes Königreich                                                             | Desmond Davis                                          | 26.12.1988   |                                                               |
| 1984 | Verletzte Gefühle                                                 |                                             | Reflections                                                                                              | Vereinigtes Königreich                                                             | Kevin Billington                                       | 29.06.1986   |                                                               |
| 1985 | Abenteuer im Orient-Express                                       |                                             | Minder on the Orient Express                                                                             | Vereinigtes Königreich                                                             | Francis Megahy                                         | 26.09.1987   | Aus der Reihe Der Aufpasser (S06E07)                          |
| 1985 | Dance with a Stranger                                             | Tanz mit einem Fremden                      | Dance with a Stranger                                                                                    | Vereinigtes Königreich                                                             | Mike Newell                                            | 04.07.1987   |                                                               |
| 1985 | Supergrass – Unser Mann bei Scotland Yard                         | Der falsche Bobby                           | The Supergrass                                                                                           | Vereinigtes Königreich                                                             | Peter Richardson                                       | 19.03.1990   |                                                               |
| 1985 | Nachtzug ins Grauen                                               |                                             | Night Train to Murder                                                                                    | Vereinigtes Königreich                                                             | Joe McGrath                                            | 19.12.1985   |                                                               |
| 1985 | Wetherby                                                          |                                             | Wetherby                                                                                                 | Vereinigtes Königreich                                                             | David Hare                                             | 13.11.1987   |                                                               |
| 1985 | Zimmer mit Aussicht                                               |                                             | Room with a View                                                                                         | Vereinigtes Königreich                                                             | James Ivory                                            | 13.11.1987   |                                                               |
| 1985 | Zärtliche Romanze                                                 |                                             | Romance on the Orient Express                                                                            | Vereinigtes Königreich                                                             | Lawrence Gordon Clark                                  | 24.12.1985   |                                                               |
| 1986 | Liebesbriefe an einen Unbekannten                                 |                                             | Les Louves                                                                                               | Vereinigtes Königreich Frankreich                                                  | Peter Duffell                                          | 30.04.1987   |                                                               |
| 1986 | Magic – Queen in Budapest                                         |                                             | Hungarian Rhapsody: Queen Live in Budapest                                                               | Vereinigtes Königreich Ungarn                                                      | János Zsombolyai                                       | 15.07.1988   |                                                               |
| 1986 | Mission                                                           | Die Mission                                 | The Mission                                                                                              | Vereinigtes Königreich                                                             | Roland Joffé                                           | 18.12.1987   |                                                               |
| 1986 | Mona Lisa                                                         |                                             | Mona Lisa                                                                                                | Vereinigtes Königreich                                                             | Neil Jordan                                            | 29.07.1988   |                                                               |
| 1986 | News – Bericht über eine Reise in eine strahlende Zukunft         | News - Bericht über eine strahlende Zukunft | News – Bericht über eine Reise in eine strahlende Zukunft                                                | BR Deutschland Vereinigtes Königreich Australien                                   | Rainer Erler                                           | 30.09.1988   |                                                               |
| 1986 | Clockwise – Recht so, Mr. Stimpson                                | In letzter Sekunde                          | Clockwise                                                                                                | Vereinigtes Königreich                                                             | Christopher Morahan                                    | 01.05.1988   |                                                               |
| 1986 | Verzeihung, wollen wir heiraten?                                  |                                             | Love with a Perfect Stranger                                                                             | Vereinigtes Königreich                                                             | Desmond Davis                                          | 15.01.1989   |                                                               |
| 1986 | Westlich vom Paradies                                             |                                             | West of Paradise                                                                                         | Vereinigtes Königreich                                                             | David Cunliffe                                         | 30.12.1988   |                                                               |
| 1987 | Ein bißchen Rache                                                 |                                             | Pretorius                                                                                                | Vereinigtes Königreich                                                             | Alex Clarke                                            | 22.06.1989   |                                                               |
| 1987 | Casanova                                                          |                                             | Casanova                                                                                                 | Vereinigte Staaten Italien BR Deutschland Vereinigtes Königreich                   | Simon Langton                                          | 23.05.1988   |                                                               |
| 1987 | Cloud Waltz – Wolkenträume                                        | Wolkenträume                                | Cloud Waltzing                                                                                           | Vereinigtes Königreich                                                             | Gordon Flemyng                                         | 18.12.1988   |                                                               |
| 1987 | Erfüllte Träume                                                   | Der Fluch der Lady Fraser                   | Dreams Lost, Dreams Found                                                                                | Vereinigtes Königreich                                                             | Willi Patterson                                        | 19.03.1989   |                                                               |
| 1987 | Der letzte Kaiser                                                 |                                             | The Last Emperor                                                                                         | Vereinigtes Königreich Frankreich Italien                                          | Bernardo Bertolucci                                    | 18.11.1988   |                                                               |
| 1987 | Mandela                                                           |                                             | Mandela                                                                                                  | Vereinigtes Königreich                                                             | Philip Saville                                         | 22.12.1987   |                                                               |
| 1987 | Mein Mann und Marie                                               |                                             | Indian Summer                                                                                            | Vereinigtes Königreich                                                             | Timothy Forder                                         | 13.02.1988   |                                                               |
| 1987 | Schrei nach Freiheit                                              |                                             | Cry Freedom                                                                                              | Vereinigtes Königreich                                                             | Richard Attenborough                                   | 21.04.1989   |                                                               |
| 1987 | Der verschwundene Schmuck                                         |                                             | The Wolvercote Tongue                                                                                    | Vereinigtes Königreich                                                             | Alastair Reid                                          | 16.08.1990   | Aus der Reihe Inspektor Morse, Mordkommission Oxford (S02E01) |
| 1987 | Wagnis der Liebe                                                  |                                             | A Hazard of Hearts                                                                                       | Vereinigtes Königreich                                                             | John Hough                                             | 04.08.1990   |                                                               |
| 1988 | Für Königin und Vaterland                                         |                                             | For Queen & Country                                                                                      | Vereinigtes Königreich                                                             | Martin Stellman                                        | 24.08.1990   |                                                               |
| 1988 | Gewagtes Spiel                                                    |                                             | Business as Usual                                                                                        | Vereinigtes Königreich                                                             | Lezli-An Berret                                        | 13.09.1989   |                                                               |
| 1988 | Letzter Ausweg – Affäre                                           | Eine geplante Affäre                        | An Affair in Mind                                                                                        | Vereinigtes Königreich                                                             | Colin Luke                                             | 03.05.1990   |                                                               |
| 1988 | Mein Leben mit Anne Frank                                         | Meine Zeit mit Anne Frank                   | The Attic: The Hiding of Anne Frank                                                                      | Vereinigte Staaten Vereinigtes Königreich                                          | John Erman                                             | 01.04.1990   |                                                               |
| 1988 | Tödliche Rache                                                    |                                             | The Settling of the Sun                                                                                  | Vereinigtes Königreich                                                             | Peter Hammond                                          | 15.02.1990   | Aus der Reihe Inspektor Morse, Mordkommission Oxford (S02E03) |
| 1988 | Zwei Welten                                                       |                                             | A World Apart                                                                                            | Vereinigtes Königreich                                                             | Chris Menges                                           | 17.11.1989   |                                                               |
| 1989 | Zauberhafte Augenblicke                                           |                                             | Magic Moments                                                                                            | Vereinigtes Königreich                                                             | Lawrence Gordon Clarke                                 | 01.09.1990   |                                                               |
| 1990 | Everybody Wins                                                    |                                             | Everybody Wins                                                                                           | Vereinigte Staaten Vereinigtes Königreich                                          | Karel Reisz                                            | 10.08.1990   |                                                               |